# Wacław Makarczyk
Wacław Makarczyk (ur. 19 stycznia 1928 w Warszawie, zm. 23 czerwca 1986) – dr hab., socjolog, długoletni pracownik naukowy Instytutu Filozofii i Socjologii PAN. Uczeń profesorów Stanisława Ossowskiego i Jana Szczepańskiego.

## Życiorys

### II Rzeczpospolita
Był synem Kazimierza Makarczyka i Anieli z Lubicz-Lipskich. Od 1935 roku uczęszczał do prywatnej szkoły im. Ziemi Mazowieckiej, której większość uczniów w czasie wojny, a część także po wojnie (w tym Jan Rodowicz, późniejszy „Anoda”), uczestniczyła w konspiracji. Jednym z jego nauczycieli był Jerzy Kierst.

### II wojna światowa
W czasie wojny należał od 1942 roku do – niezależnej zarówno od Szarych Szeregów, jak i od Hufców Polskich, a związanej wojskowo z Armią Krajową – 21. Warszawskiej Drużyny Harcerskiej im. gen. I. Prądzyńskiego. W 1943 roku ukończył kurs zastępowych zwany Szkołą Rycerską. Jako zastępowy-przyboczny brał udział w „małym sabotażu”, zajmował się rekrutacją do konspiracyjnego harcerstwa i szkoleniem w posługiwaniu się bronią.
W czasie powstania warszawskiego walczył (ps. „Sokół) w 2 Harcerskiej baterii artylerii przeciwlotniczej, wchodzącej w skład Zgrupowania Armii Krajowej „Gurt”, jako obserwator-łącznik, kanonier. Odznaczony został Krzyżem Armii Krajowej i dwukrotnie Medalem Wojska.

### Działalność wPRL
Po wojnie należąc do młodzieżówki PSL-owskiej, brał udział w Kampanii referendalnej w 1946 r. Podczas studiów na Wydziale Filozoficzno-Socjologicznym (1948–1952) krótko należał do Związku Akademickiej Młodzieży Polskiej, wcielonego wkrótce do Związku Młodzieży Polskiej, z którego postanowił w 1949 roku wystąpić, motywując to sprzeciwem wobec „kultu jednostki”. Nie zgodzono się na jego dobrowolne wystąpienie i postanowiono usunąć go dyscyplinarnie z organizacji oraz jednocześnie zwrócić się do władz uczelni o zawieszenie w prawach studenta.
W 1950 roku włączył się do działalności nielegalnej organizacji ideologicznej, zrzeszającej kilkudziesięciu młodych pracowników naukowych oraz studentów uczelni Krakowa (UJ), Warszawy (UW) i Lublina (KUL), o nazwie „Personaliści” (Urząd Bezpieczeństwa opatrzył ją kryptonimem „Wilki”), której założycielami byli m.in. Czesław Czapów, Andrzej Rażniewski, Zygmunt Skórzyński. W związku z przynależnością do owej organizacji, oskarżanej o próbę obalenia ustroju socjalistycznego siłą – w której pełnił funkcję kierownika zespołu – autorstwem krytycznej analizy polityczno-socjologicznej ustroju panującego w ZSRR pt. Ustrój biurokratyczny (wcześniejszej od Nowej klasy M. Dżilasa) oraz całą dotychczasową drogą życiową był w latach 1950–1954 wielokrotnie aresztowany i poddawany uciążliwym przesłuchaniom w Urzędzie Bezpieczeństwa. W roku 1954 przygotowany był pokazowy proces członków owej grupy. Jednakże najpierw zawieszono go z uwagi na to, że proces młodych intelektualistów stanowiłby pewien dysonans propagandowy wobec przygotowywanego plenum KC PZPR w sprawach młodzieży.
Gdy stopniowo zaczęły odgrywać coraz większą rolę zapoczątkowane (zwłaszcza po śmierci J. Stalina, ucieczce płk. J. Światły i dymisji płk. A. Fejgina) procesy „odwilżowe”, z procesu grupy zrezygnowano.
W czasie studiów i po studiach (zwłaszcza w latach 1949–1955) podlegał także różnorodnym szykanom polegającym np. na nieprzyjmowaniu do pracy lub pozbawianiu pracy, względnie (nawet już po studiach) do konieczności podejmowania się pracy w zawodach daleko odbiegających od jego przygotowania (pakowacz na poczcie, robotnik budowlany i drogowy czy ekspedient w sklepie cukierniczym).
W latach 1955–1958 udzielał się w sekcji diagnostyki społecznej Klubu Krzywego Koła. Wyniesione stąd doświadczenia wykorzystał przy współtworzeniu przy Polskim Radiu, pierwszego w obozie socjalistycznym ośrodka badania opinii publicznej (OBOP). Już po przemianach październikowych, w czasie pracy w PAN, nadal doświadczał wielu szykan np. nieprzyznawania jakichkolwiek stypendiów (doktorskiego, zagranicznego i habilitacyjnego), oraz – pomimo posiadania wielu osiągnięć naukowych i zajęciu I miejsca w rankingu Komitetu Socjologii PAN na naukowość prac – pozbawienia możliwości ubiegania się o profesurę. Dwie z jego kilku książek i trzy z wielu artykułów naukowych ukazały się, staraniem jego doktorantki, w latach 90., dopiero w kilka lat po jego śmierci. Borykanie się z ciężką chorobą serca – do której powstania przyczyniły się represje i szykany – ograniczało jego aktywność społeczno-polityczną. Mimo to w 1968 roku po najeździe wojsk Paktu Warszawskiego na Czechosłowację wystosował list z wyrazami solidarności do znanych sobie socjologów czeskich i słowackich. W latach 70. współdziałał z ROPCiO (zwłaszcza z W.Ziembińskim), a w 1980 roku był współzałożycielem Komisji Zakładowej NSZZ „Solidarność” w Instytucie Filozofii i Socjologii PAN (po ogłoszeniu stanu wojennego przed internowaniem uchronił go świeżo przebyty zawał serca). W latach 80. współpracował z Komitetem Prymasowskim.
Zmarł 23 czerwca 1986 roku. Został pochowany na Cmentarzu Wojskowym na Powązkach w Warszawie w kwaterze powstańczej (kwatera A22-4-12). W 2005 roku IPN przyznał mu pośmiertnie status pokrzywdzonego. W 2007 roku Społeczna Fundacja Pamięci Narodu Polskiego, wsparta opiniami Światowego Związku Żołnierzy Armii Krajowej i Komitetu Socjologii PAN, wystąpiła o przyznanie mu pośmiertnie wysokiego odznaczenia państwowego.

## Działalność naukowa i dydaktyczna
Pracując w Instytucie Filozofii i Socjologii PAN w latach 1956–1986 (przez ostatnich 13 lat życia na stanowisku docenta), Wacław Makarczyk specjalizował się początkowo w zagadnieniach socjologii wsi, był także kierownikiem Zakładu Badań Klasy robotniczej i Inteligencji, a później zajął się socjologią teoretyczną, w tym problematyką metodologii badań socjologicznych (studiami nad terminologią socjologiczną) i podstawami socjologii narodu. Korzystając z dorobku L. Petrażyckiego rozwijał teorię adaptacji społecznej. Przez kilka lat miał wykłady monograficzne w Instytucie Socjologii UW oraz wykładał gościnnie na London School of Economics and Social Sciences oraz na Glasgow University. Pełnił funkcję sekretarza warszawskiego oddziału Polskiego Towarzystwa Socjologicznego.

## Publikacje książkowe
- Czynniki stabilizacji w zawodzie rolnika i motywy migracji do miast. Ossolineum. Wydawnictwo PAN. 1964[7]
- Przyswajanie innowacji. Ossolineum. Wydawnictwo PAN. 1971[8]
- Studia nad aparaturą pojęciową socjologii. PAN. Instytut Filozofii i Socjologii. 1991[9]
- Wspólnota uczuć i działań. Wydawnictwo IFiS PAN. 1993[10]

## Odznaczenia
- Krzyż Komandorski Orderu Odrodzenia Polski (2018)[11][12]
- Medal Wojska Polskiego (dwukrotnie – potwierdzone w 1948)
- Krzyż Armii Krajowej[1]